# Нидерландские Антильские острова на летних Олимпийских играх 1976
Нидерландские Антильские острова принимали участие в Летних Олимпийских играх 1976 года в Монреале (Канада) в шестой раз за свою историю, но не завоевали ни одной медали.